# Ambidexter swifti
Ambidexter swifti is een garnalensoort uit de familie van de Processidae. De wetenschappelijke naam van de soort is voor het eerst geldig gepubliceerd in 1972 door Abele.